# پامچال ریلا
پامچال ریلا (نام علمی: Primula deorum) نام یک گونه از سرده پامچال است.